# Tears in Heaven
Tears in Heaven är en balladlåt från skriven av Eric Clapton och Will Jennings; insjungen av Clapton släpptes den på singel i januari 1992.
Låten handlar om Claptons sorg efter den fyraårige sonen Conor som dog i en olycka 1991.
Låten förekommer bland annat i filmen Rush från 1991.

## Coverversioner
- Joshua Redman
- Paul Anka
- Gregorian
- The Choirboys
- Declan Galbraith
- Arvingarna
- Hammarö gospelkör (1994)[3]
- Josefin Nilsson (1997)[4]

## Listplaceringar
| Lista (1992)   | Topplacering |
| -------------- | ------------ |
| Australien     | 37           |
| Nederländerna  | 13           |
| Nya Zeeland    | 1            |
| Storbritannien | 5            |
| Sverige        | 24           |
| Österrike      | 12           |

## Publicerad i
- Ung psalm 2006 som nummer 228 under rubriken "Håll om mig – tårar, tröst och vila".[11]